# جنس دوم
جنس دوم اثر سیمون دو بووار (۱۹۰۸ تا ۱۹۸۶) فیلسوف اگزیستانسیالیست فرانسوی است که در ژوئن ۱۹۴۹ منتشر شد. بیست و دو هزار نسخهٔ این کتاب در هفتهٔ اول به فروش رفت. جنس دوم در دو جلد و هفت قسمت تنظیم شده است که در فصل‌های گوناگون از زوایای تاریخی، اجتماعی، فلسفی و روانی به پدیده زنانگی می‌پردازد. انتشار این کتاب در فرانسه یک رخداد بسیار شگفت‌انگیز، بحث‌برانگیز و حتی جنجالی شمرده شد.
وقتی که در سال ۱۹۴۹ برای اولین بار کتاب جنس دوم منتشر شد، غوغایی در بخشی از جامعه اعم از مردان و زنان، برپا کرد و عکس العمل‌های مختلفی در میان اقلیتی ایجاد کرد به‌طوری که کلیساهای کاتولیک خواندن و نشر کتاب را ممنوع اعلام کردند و تعدادی از نویسندگان مرد فرانسوی مثل فرانسوا موریاک و آلبر کامو را برانگیخت اما در میان زنان طرفداران و خوانندگان زیادی پیدا کرد. حسین مهری در سال ۱۳۵۹ یکی از دو جلد کتاب جنس دوم را به فارسی ترجمه کرد. اما قاسم صنعوی هر دو جلد کتاب را به صورت کامل به فارسی برگردانده.